# Полипоет
Полипоет (гръцки: Πολυποίτης) в древногръцката митология е името на няколко персонажа:
1. Полипоет-син на Хиподамея и Пиритой. Родом от Gyrtone. Той предвожда тесалийската армия, която участва на страната на гърците, по време на Троянската война. Той е един от претендентите за ръката на Хубавата Елена. Полипоет е един от скритите в Трояския кон воини.
2. Полипоет-син на Аполон и Фтия. Убит от Етол.
3. Полипоет е един от ухажорите на Пенелопа.
4. Полипоет е син на Одисей и Kallidike; След смъртта на своята майка става цар на Теспротия.